# Diopatra lilliputiana
Diopatra lilliputiana är en ringmaskart som beskrevs av Paxton 1993. Diopatra lilliputiana ingår i släktet Diopatra och familjen Onuphidae. Inga underarter finns listade i Catalogue of Life.